# 50-та піхотна дивізія (Велика Британія)
50-та Нортумбрі́йська піхо́тна диві́зія а́рмії Вели́кої Брита́нії (англ. 50th (Northumbrian) Infantry Division) — військове з'єднання Сухопутних військ Великої Британії.

Висадка військ 50-ї дивізії на плацдармі «Голд». Операція «Нептун». 6 червня 1944

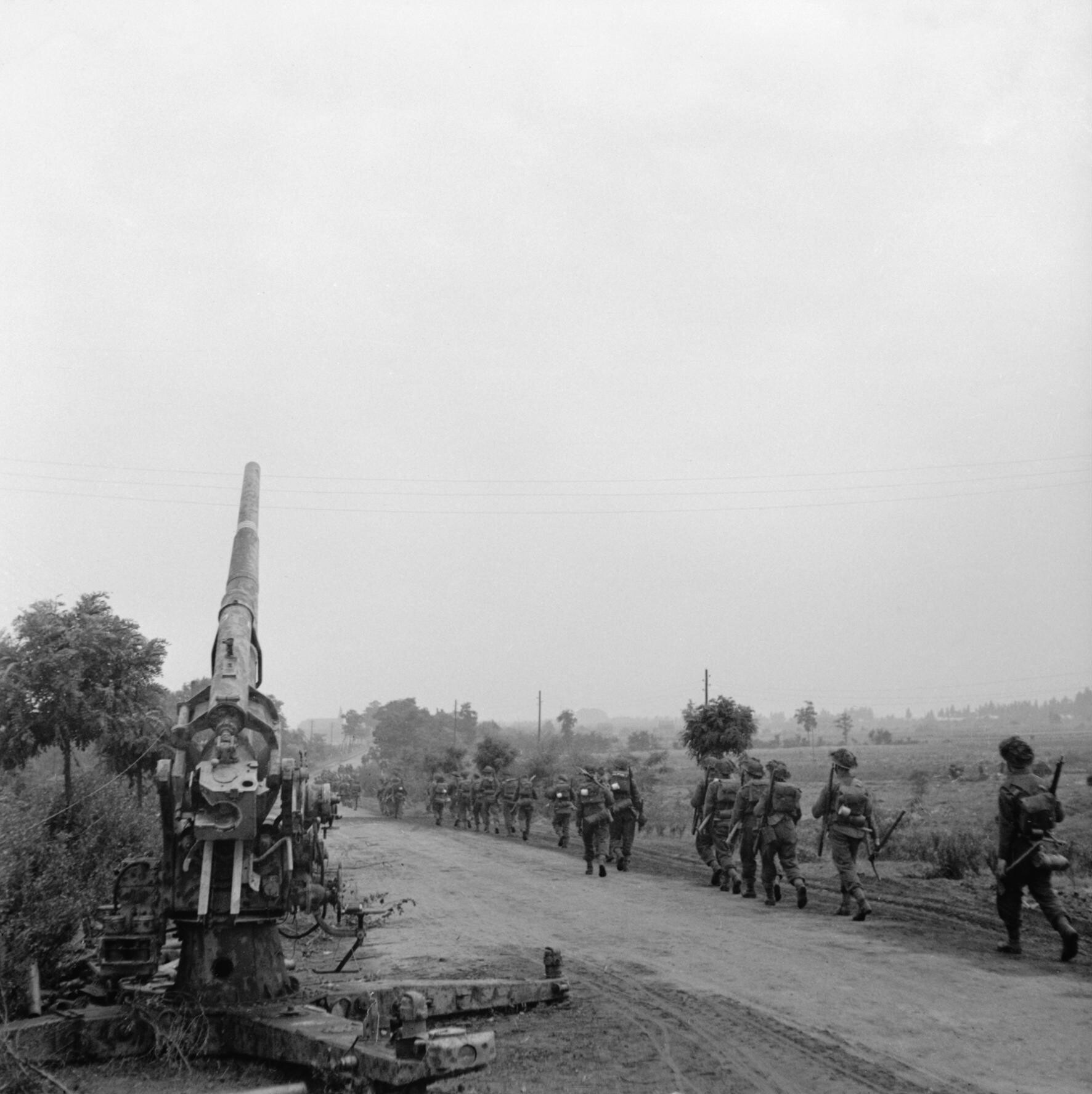
Підрозділи 50-ї дивізії висуваються на бойові позиції поздовж дороги. Ліворуч знищена 88-мм німецька зенітна гармата. Операція «Маркет-Гарден». 16 вересня 1944